# لويز إيبرت
لويز إيبرت (بالألمانية: Louise Ebert)‏ (و. 1873 – 1955 م) هي من ألمانيا .